# District de Yucay
Au Pérou, le district de Yucay est l’un des sept districts de la province d'Urubamba située dans le département de Cusco.
Le district a été créé en 1905.